# Speaker of the House of Commons
Der Speaker of the House of Commons (Sprecher des House of Commons) ist der Parlamentspräsident des britischen House of Commons, des sogenannten Unterhauses, der zweiten Kammer des Parlaments des Vereinigten Königreiches. Als solcher leitet er auch die Verwaltung des House of Commons. Am 4. November 2019 wurde Sir Lindsay Hoyle zum Sprecher gewählt und am 17. Dezember 2019 vom neuen Parlament einstimmig bestätigt.
Der Speaker leitet die Debatten des House of Commons und bestimmt, welcher Abgeordnete sprechen darf und welche Änderungsanträge abgestimmt werden. Er ist für die Aufrechterhaltung der Ordnung während der Debatte zuständig und kann Mitglieder bestrafen, die gegen die Regeln verstoßen.
Im Gegensatz zu vielen Parlamentspräsidenten hat er sich dabei absolut unparteiisch zu verhalten. Bei Amtsantritt tritt er aus seiner Partei aus und verzichtet auf jegliche Zugehörigkeit zu seiner Partei.
Der Speaker nimmt an den Debatten und den Abstimmungen nicht teil. Einzig bei Gleichstand der Abstimmung gibt er seine Stimmen gemäß der Speaker Denison’s rule ab.
Neben seinen Aufgaben in der Debatte hat er auch administrative und verfahrenstechnische Funktionen. Er ist Vorsitzender der House of Commons Commission, des Speaker’s Committee for the Independent Parliamentary Standards Authority (SCIPSA), der Speaker’s Committee on the Electoral Commission (SCEC) und der vier Boundary Commissions. Daneben vertreten sie wie jeder Abgeordnete (MP) ihren Wahlkreis und sind Mitglied des Privy Council. Der Speaker kann und muss im Speaker’s House im Palace of Westminster leben.

## Geschichte

### Anfänge
Das Amt des Sprechers ist fast so alt wie das Parlament. Der früheste bekannte Vorsitzende ist 1258 Peter de Montfort, der das in Oxford tagende Parlament leitete. Seit 1376 ist das Amt des Speakers durchgehend besetzt. Sir Peter de la Mare war der Sprecher des Good Parliament als dieses die Misswirtschaft der Minister der Krone anklagte. Edward III. war gebrechlich. Sein ältester Sohn Edward, der schwarze Prinz, war todkrank. Somit lag es an John of Gaunt, sich gegen die Vorwürfe zu verteidigen. Er ließ De la Mare verhaften und schändete die anderen Kritiker.
Das nächste Parlament, das Bad Parliament, 1377, welches von der Krone eingeschüchtert war, schlug Thomas Hungerford als Speaker vor.
Am 6. Oktober 1399 wurde John Cheyne of Beckford (Gloucester) zum Speaker gewählt. Der einflussreiche Erzbischof von Canterbury, Thomas Arundel, äußerte seine Befürchtungen, da Cheyne als Kritiker der Kirche galt. Acht Tage später trat er aus gesundheitlichen Gründen zurück. Er blieb aber weitere Jahre im Dienst des Königs.
Obwohl jedes Parlament seinen Vorsitzenden zu Beginn selbst wählte und zumindest die Wahl 1420 mit nur vier Stimmen Vorsprung erfolgte, konnte die Krone in der Regel einen Sprecher durchsetzen. Relativ schnell setzte sich die persönliche Immunität des Sprechers durch, da er ja für die Gesamtheit der Abgeordneten sprach. Dies stärkte das Parlament. Andererseits hatte die Krone ein Interesse, dass eine Person mit Autorität das Parlament zu einem Werkzeug der Krone machte.
Im Mittelalter und der frühen Neuzeit war jeder Speaker Abgeordneter eines Countys. Dieses spricht dafür, dass die Abgeordneten eines Countys mehr Ansehen hatten als die zahlreichen Abgeordneten der Burgess. Sir Thomas Morus war der erste Speaker, der Lordkanzler wurde.

### 17. bis 19. Jahrhundert
Bis in das 17. Jahrhundert betrachteten die Mitglieder des House of Commons ihren Speaker meist als Agenten des Königs, was oft auch zutraf. Als das Parlament sich weiterentwickelte, wurde der Speaker immer mehr zum Repräsentanten des Parlaments gegenüber der Krone. Dies traf vor allem während des englischen Bürgerkrieges zu. Als König Karl I. das House of Commons betrat, um fünf Abgeordnete wegen Hochverrates zu verhaften, fragte er den Speaker, wo sie seien. Daraufhin antwortete der Sprecher, dass dies nicht seine Aufgabe sei, sondern er dem Haus zu dienen habe.
Durch die Kabinettsregierung unter König William III. im späten 17. Jahrhundert kam es zu einer weiteren Veränderung in der Rolle des Speakers. Er war normalerweise Minister und hatte häufig ein weiteres Regierungsamt.

### Aktuelle Situation
Seit Mitte des 19. Jahrhunderts wird das Speakeramt in seiner heutigen Form unpolitisch und überparteilich ausgeübt.
Über 150 Personen haben als Speaker gedient. Ihre Namen sind in Blattgold an die Wände des Room C der House of Commons Library geschrieben. Betty Boothroyd, die 1992 gewählt wurde, war der erste weibliche Speaker. Die erste Frau, die auf dem Stuhl des Speakers saß, war Betty Harvie Anderson, die ab 1970 Deputy Speaker war. Michael Martin, gewählt 2000, war der erste katholische Speaker seit der Reformation. John Bercow, gewählt 2009, war der erste jüdische Speaker.
Der Speaker hat erheblichen Einfluss auf das Gesetzgebungsverfahren, da er die Gesetzänderungsvorschläge auswählen kann und das offizielle Regelwerk des Parlaments, Erskine May, auslegt und durchsetzt. 2019 wurde auch in der deutschen Öffentlichkeit der Einfluss des damaligen Speakers John Bercow auf die Abstimmung über den Austrittsvertrag Großbritanniens aus der EU bekannt. Er verhinderte auch das mehrmalige Abstimmen über den gleichen Vertrag. Für dieses Verhalten wurde Bercow auch kritisiert. Er meinte aber, dass er innerhalb seiner Befugnisse gehandelt habe.
Bis 1992 waren alle Sprecher männlich und wurden mit „Mr Speaker“ sowie ihre Stellvertreter als „Mr Deputy Speaker“. Betty Boothroyd wurde auf ihren Wunsch hin mit „Madam Speaker“ angesprochen. Betty Harvie Anderson, die in den 1970er als Deputy Speaker amtierte, wurde als „Mr Deputy Speaker“ angesprochen. Eleanor Laing, die seit 2013 Deputy Speaker ist, wird als „Madam Deputy Speaker“ angesprochen.

## Wahl
Die Mitglieder des Parlaments wählen den Speaker aus den eigenen Reihen. Die Wahl findet zu Anfang der Wahlperiode, nach Rücktritt oder Tod des Vorgängers statt. Nach den Konventionen des Hauses wird der Speaker, wenn er wieder zur Wahl antritt, wiedergewählt. Theoretisch könnte gegen die Wiederwahl gestimmt werden, aber dies würde der Tradition des Hauses entgegenstehen.
Das Verfahren der Wahl hat sich in den letzten Jahren geändert. Bis 1971 wurde der Clerk of the House of Commons zum zeitweisen Vorsitzenden des Parlaments. Da der Clerk Angestellter und nicht Mitglied ist, durfte er während der Sitzungen nicht sprechen und erteilte das Rederecht, indem er auf den Abgeordneten zeigte. Seit 1971 leitet, wie vom Select Committee vorgeschlagen, der Father of the House, der dienstälteste Abgeordnete, der nicht Minister ist, übergangsweise das Parlament.
Bis 2001 wurde die Wahl des Speakers im üblichen Antragsverfahren durchgeführt. Ein Mitglied stellte den Antrag, dass Herr/Frau X Speaker des Hauses werden solle. Mit Hilfe eines Änderungsantrages konnte der Name des Speakers geändert werden. Hinter den Kulissen erforderte dieses Verfahren einen hohen Abstimmungsaufwand. Als sich 2000 zwölf Kandidaten für das Amt bewarben, brach das System zusammen. Die Beratungen nahmen einen kompletten Tag in Anspruch. Daraufhin prüfte das House of Commons Procedure Committee ein neues Wahlverfahren und empfahl ein neues System, das 2007 in Kraft trat und 2009 nach dem Rücktritt von Michael Martin erstmals angewendet wurde.
Nach dem derzeitigen System brauchen die Kandidaten zwölf Unterstützer, von denen drei einer anderen Partei angehören müssen. Jedes Mitglied darf nicht mehr als einen Kandidaten unterstützen. Die Wahl findet geheim statt und es ist eine absolute Mehrheit notwendig. Wenn kein Kandidat gewählt wird, wird der Kandidat mit den wenigsten Stimmen und alle Kandidaten mit weniger als 5 Prozent eliminiert und es findet ein neuer Wahlgang statt. Nachdem ein Kandidat die absolute Mehrheit erhalten hat, wird ein formeller Antrag auf Ernennung des betreffenden Mitgliedes gestellt. Im unwahrscheinlichen Fall, dass der Antrag abgelehnt wird, muss das Verfahren wiederholt werden.
Ist nur ein Bewerber vorhanden, wird gleich der Antrag auf Ernennung gestellt.
Es wird erwartet, dass der gewählte Sprecher sich bei der Verabschiedung des Antrages zurückhält. Nach der Wahl wird der neue Sprecher auf den Platz des Sprechers gezerrt. Dieser Brauch hat seinen Ursprung in der Zeit, als der Speaker dem Monarchen die Meinungen des House of Commons mitteilen musste. Somit war der Speaker dem Zorn des Monarchen ausgesetzt. Entgegen entsprechender Gerüchte wurde noch nie ein Sprecher für Handlungen im Amt hingerichtet. Sechs ehemalige Speaker wurden hingerichtet. In fünf Fällen erfolgte die Hinrichtung durch einen neuen König aufgrund des engen Verhältnisses mit dem vormaligen König.
Der gewählte Speaker muss vom Monarchen genehmigt werden, bevor er sein Amt antreten kann. Am Wahltag führt der gewählte Speaker die Abgeordneten in das House of Lords. Dort wird er von den Lords Commissioners im Namen des Monarchen bestätigt. Der Speaker fordert, wenn er nach einer allgemeinen Parlamentswahl gewählt wurde, die Rechte und Privilegien des Parlaments ein. Diese werden gewährt und die Abgeordneten kehren in ihre Parlamentskammer zurück.

## Bemerkenswerte Wahlen
Die Speakerwahl 1951 war umstritten. Nachdem der amtierende Sprecher, Douglas Clifton Brown bei den Parlamentswahlen 1951 nicht mehr angetreten war, forderte die Labour Party, dass Major James Milner der erste Speaker aus den Reihen von Labour sein sollte, nachdem er acht Jahre lang als stellvertretender Sprecher gedient hatte. Die Konservativen, die wieder in der Mehrheit waren, nominierten jedoch William Shepherd Morrison. Morrison wurde gewählt und Milner erhielt eine Peerage als Entschädigung.
1971 schlugen die Konservativen der Labour Party Selwyn Lloyd oder John Boyd-Carpenter als Speaker vor. Die Labour Party entschied sich für Selwyn Lloyd, da er als der schwächere Politiker galt. Als das Unterhaus jedoch über den neuen Speaker debattierte, schlugen der konservative Abgeordnete Robin Maxwell-Hyslop und der Labour-Abgeordnete Willie Hamilton Geoffrey de Freitas, einen hochrangigen und angesehenen Labour-Abgeordneten, vor. De Freitas war von der plötzlichen Nominierung überrascht und forderte das Haus auf, ihn nicht zu unterstützen. Diese war seine echte Meinung, im Gegensatz zu der üblichen Zurückhaltung, die vom Speaker erwartet wird. Lloyd wurde gewählt, aber alle Parteien waren der Meinung, dass das Wahlsystem überarbeitet werden musste. Seither ist die Zustimmung des Kandidaten für die Nominierung notwendig.
Die drei Wahlen eines neuen Sprechers 1992, 2000 und 2009 waren alle relativ kontrovers. Bernard Weatherill hatte lange vor den Parlamentswahlen 1992 seinen Rücktritt angekündigt, was zu einem langen, aber nicht offen geführten Wahlkampf führte. Betty Boothroyd, eine Labour-Abgeordnete, die Deputy Speaker gewesen war, war bekanntermaßen sehr daran interessiert, die erste Speakerin zu werden. Daraufhin musste der Labour-Abgeordnete Harold Walker, der auch Deputy Speaker gewesen war, seine Kandidatur zurückziehen. Der Konservative Peter Brooke wurde auch als Kandidat vorgeschlagen. Im Gegensatz zu früheren Wahlen gab es unter konservativen Abgeordneten eine aktive Kampagne zur Unterstützung von Boothroyd und etwa 70 Konservativen unterstützten die Wahl der ersten Speakerin. Sie war auch der einzige Speaker des 20. Jahrhunderts, der zum Zeitpunkt der erstmaligen Wahl nicht Mitglied der Regierungspartei war.
Betty Boothroyd kündigte ihren Rücktritt kurz vor der Sommerpause im Jahr 2000 an, was ausreichend Zeit war eine Kandidatur zu erklären, aber den Abgeordneten wenig Gelegenheit gab, zu verhandeln und zu entscheiden, wer gewählt werden sollte. Viele Labour-Abgeordnete schlugen Michael Martin vor. Die meisten Konservativen waren der festen Überzeugung, dass der jüngste Wechsel zwischen den Hauptparteien beibehalten werden sollte und ein konservativer Sprecher ausgewählt werden sollte. Die bekanntesten Kandidaten waren Sir George Young und der Deputy Speaker Sir Alan Haselhurst. Insgesamt bewarben sich 14 Kandidaten, von denen keiner verzichtete. Es wurde Michael Martin als Speaker beantragt und alle Änderungsanträge wurden abgelehnt. Daraufhin forderten viele Abgeordnete eine geheime Abstimmung für zukünftige Wahlen.

## Überparteilichkeit
Nach der Konvention trennt der Speaker alle Verbindung zu seiner politischen Partei. Viele Speaker waren zuvor Minister oder hatten andere Positionen inne. Selwyn Lloyd und George Thomas waren zum Beispiel zuvor Kabinettsmitglieder, und Bernard Weatherill war zuvor Whip.
Im House nimmt der Speaker auch an keiner Abstimmung teil. Da sich auch die drei Deputy-Speaker der Abstimmung enthalten, gehen der Regierungs- und der Oppositionspartei jeweils zwei Stimmen verloren.
Nachdem er nicht mehr als Speaker kandidiert, nimmt er üblicherweise seine Parteimitgliedschaft nicht mehr auf. Wenn er zum Peer erhoben wird, nimmt er seinen Sitz unter den Crossbenchern ein.

### Parlamentssitz
Wenn der Speaker in seinem Wahlkreis zur Wiederwahl stellt, tritt er als unparteiischer Kandidat an. Er hat das Recht, sich auf dem Stimmzettel als „The Speaker seeking re-election“, „der Speaker, der die Wiederwahl anstrebt“, zu bezeichnen.
Als der Speaker Edward FitzRoy, zuvor Mitglied der Konservativen, bei der britischen Unterhauswahl 1935 gegen einen Kandidaten von Labour antreten musste, prüfte ein Komitee des Kabinetts, ob ein eigener Wahlkreis für Speaker geschaffen werden sollte. Der Vorschlag wurde nicht umgesetzt, da er demokratischen Grundsätzen widerspräche.

## Aufgaben

### Sitzungsleitung
Hauptaufgabe des Sprechers ist es die Sitzungen des Unterhauses zu leiten. Traditionell trug er hierfür ein schwarzes Gewand und eine weiße Perücke. Dieses wurde ab 1992 schrittweise abgeschafft. Für zeremonielle Anlässe wie die Parlamentseröffnung trägt der Sprecher ein schwarzgoldenes Gewand.

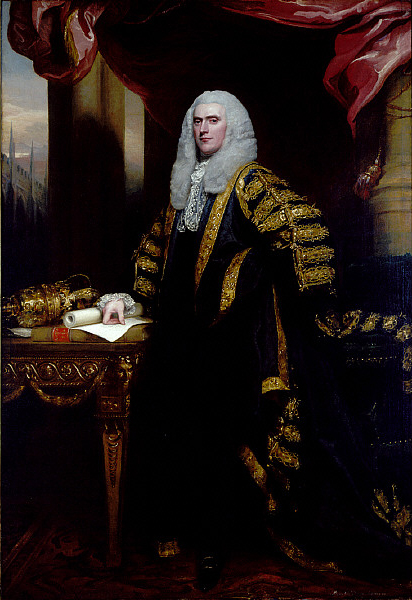
Henry Addington im Ornat. Porträt von John Singleton Copley

Während er die Sitzungen leitet sitzt er auf einen Stuhl. Rechts die Regierung und links die Opposition. Der Speaker hat weitreichende Befugnisse. Sein Gegenstück im House of Lords, der Lord Speaker hat weniger Befugnisse. Er darf den Parlamentariern das Wort erteilen. Ohne seine Erlaubnis darf niemand eine Rede beginnen. Er wechselt hierbei zwischen Regierungsseite und Opposition. Alle Reden sind an ihn gerichtet und die Abgeordneten sprechen übereinander in dritter Person. Sie sprechen sich nicht mit Namen an, sondern mit ihrem Titel als Minister oder als Abgeordneter des Wahlkreises X. Üblicherweise hält der Speaker selbst keine Reden.
Während der Debatte erhält der Speaker die Disziplin und Ordnung aufrecht. Sollte ein Abgeordneter einen Einwand wegen einer Regelverletzung haben, entscheidet der Speaker endgültig. Falls erforderlich kann er den Rat des Parliamentary Clerks vor der Entscheidung einholen. Üblicherweise ruft er die Abgeordneten mit „ORDER! ORDER!“ zur Ordnung. Wenn der Anordnung nicht Folge geleistet wird, kann er den Abgeordneten von der Sitzung per Naming ausschließen. Im Falle einer schweren Störung kann er die Sitzung vertagen.

### Weitere Funktionen
Der Speaker vertritt das Parlament gegenüber dem Monarchen, dem House of Lords und nichtparlamentarischen Gremien. Er beruft das Haus im Falle eines nationalen Notstandes wieder ein.
Der Speaker überwacht die Verwaltung des Parlaments. Er ist Vorsitzender des House of Commons Commission vor, die Angestellte ernennt, deren Gehälter festlegt und die Verwaltung überwacht. Der Speaker ist ex officio Vorsitzender der vier Boundary Commissions (für England, Wales, Schottland und Nordirland), die die Wahlkreisgrenzen festlegen. Er nimmt aber an den Sitzungen nicht teil.
Außerdem vertritt er seinen Wahlkreis im Parlament.

## Deputies
Der Speaker wird von drei vom House gewählten Abgeordneten unterstützt. Der Höchstrangige ist der Chairman of Ways and Means. Der Titel leitet sich vom nicht mehr existierende Ways and Means Committee ab. Der zweite und der dritte Vertreter werden als First und Second Deputy Chairmen of Ways and Means bezeichnet. Normalerweise leitet der Speaker die Sitzung an drei Stunden pro Tag. Ansonsten wird er von den Deputy Speakern vertreten. Während der jährlichen Haushaltslesung leitet der Chairman of Ways and Means die Sitzung.
Der Speaker führt niemals den Vorsitz im Committee of the Whole House, das aus allen Mitgliedern des Parlaments besteht, aber anderen Regeln unterworfen ist. Dieses Instrument wurde entwickelt, da der Speaker auch als Agent der Krone wahrgenommen wurde.
Die Deputy Speaker haben die gleichen Befugnisse wie der Speaker. Sie haben das House unparteiisch zu leiten. Sie bleiben aber Mitglieder ihrer Parteien und stellen sich in den Wahlkreisen wie normale Abgeordnete zur Wahl.

## Bezahlungen und Privilegien
Der Speaker ist einer der höchsten Amtsträger im Vereinigten Königreich. Laut Order in Council aus dem Jahre 1919 hat der Speaker Vorrang vor allen nicht-königlichen Personen außer dem Premierminister, dem Lordkanzler und dem Lord President of the Council. In England und Wales haben auch die Erzbischöfe der Church of England Vorrang, in Scotland, der Moderator of the General Assembly of the Church of Scotland und in Nordirland vor einigen Geistlichen.
2010 erhielt der Speaker ein Gehalt von £145,492. Dies entspricht dem Gehalt eines Kabinettsministers. Er hat Wohnrecht im Speaker’s House, seiner offiziellen Residenz.
Aufgrund des hohen Amtes wird der Speaker nach der Wahl in das Privy Council berufen. Daher wird er mit „The Right Honourable“ angesprochen und führt die Postnominalbuchstaben PC. Nach seinem Rücktritt wird er seit dem Kriege der Drei Königreiche als Viscounts in das House of Lords berufen. Zuletzt wurde George Thomas als Viscount Tonypandy 1983 berufen. Seither werden sie nur noch Baronies nach ihrem Rücktritt. Durch den Missmut, den sich John Bercow in seiner Amtszeit erwarb, wurde die Allgemeinheit des Verfahrens durch die Regierung in Frage gestellt.

### Speaker’s Chaplain
Der Kaplan des Speakers war üblicherweise ein Kanoniker der Westminster Abbey. Zwischen 1990 und 2010 war der Posten vom Kirchenrektor von St Margaret’s, Westminster (Der Pfarrkirche zwischen Parlament und Westminster Abbey) besetzt. 2010 ernannte Bercow Rose Hudson-Wilkin, Vicar von Dalston und Haggerston zum Kaplan. Dieser war der erste Kaplan, der nicht Kanoniker Westminster Abbey war. Seit 2020 ist Patricia Hillas Kaplanin.

## Amtierender Speaker und Deputy Speakers
| Position                                 | Amtsinhaber       | Amtsinhaber | Seit             | Partei                  |
| ---------------------------------------- | ----------------- | ----------- | ---------------- | ----------------------- |
| Speaker of the House of Commons          | Sir Lindsay Hoyle |             | 4. November 2019 | parteilos, zuvor Labour |
| Chairman of Ways and Means               | Nus Ghani         |             | 23. Juli 2024    | Conservative            |
| First Deputy Chairman of Ways and Means  | Judith Cummins    |             | 23. Juli 2024    | Labour                  |
| Second Deputy Chairman of Ways and Means | Caroline Nokes    |             | 23. Juli 2024    | Conservative            |